# Diagonal Zero Zero
Diagonal Zero Zero (también conocido como Torre Diagonal Zero Zero o Diagonal 00 y posteriormente Diagonal One) es un rascacielos en Barcelona, España. El edificio mide 110 metros de alto y cuenta con 24 pisos. Fue diseñado por Emba Estudi Massip-Bosch arquitectes de Barcelona, fundado y dirigido por Enric Massip-Bosch. En 2021 el nuevo propietario cambió su nombre por el de Torre Diagonal One.
Diagonal Zero Zero es la sede corporativa en Cataluña del Grupo Telefónica, así como su centro de comunicaciones y desarrollo. En el 2020 también se instaló la división cloud de Ingram Micro, y la empresa de videojuegos, UbiSoft. El edificio está construido en la parte nueva de la Ciudad de Barcelona, y fue promovido por la agencia pública Consorci de la Zona Franca, y arrendado a Grupo Telefónica. Desde mayo de 2019, la propiedad del edificio es del grupo filipino Emperador Properties, la división inmobiliaria del Grupo Emperador. 

## Diseño
Diagonal Zero Zero es un ejemplo de arquitectura con tecnología punta. Su estructura, obra de la empresa de ingeniería MC2-Julio Martínez Calzón, fue levantada en ocho meses, trabajando en tres turnos por día, siete días a la semana. Durante unos cuantos meses, trabajaron más de 450 trabajadores que operan simultáneamente. El tiempo de construcción total, después de una fase inicial en que los trabajos estuvieron detenidos por imperativos legales, fue de dos años hasta su inauguración.
La estructura del edificio es una variación del tubo-en-tubo, en la que el núcleo (o 'tubo' interior) está construido en cemento, y la estructura del perímetro (o 'tubo' exterior) está construido en acero. Esta estructura del perímetro está partida a su vez en dos anillos: una estructura interior vertical muy esbelta de pilares en H (10x10cm en la mitad superior de la torre, 14x14 cm en la mitad más baja, bajo el 13.º piso), colocado cada 135 cm; y una estructura exterior que soporta el enrejado dirigido a contener la torsión y las tensiones de la torre producidas por viento o terremotos.

## Galería

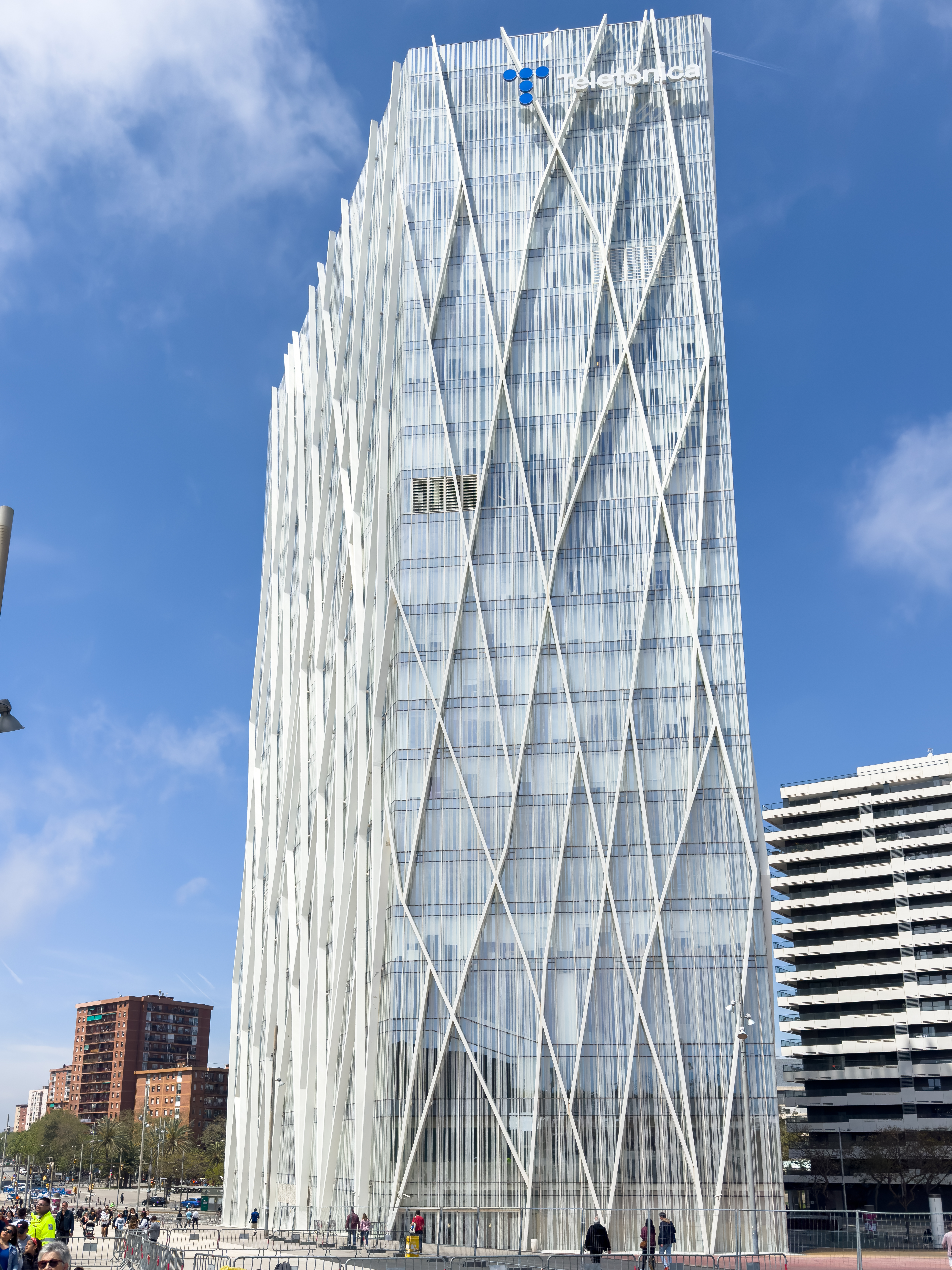
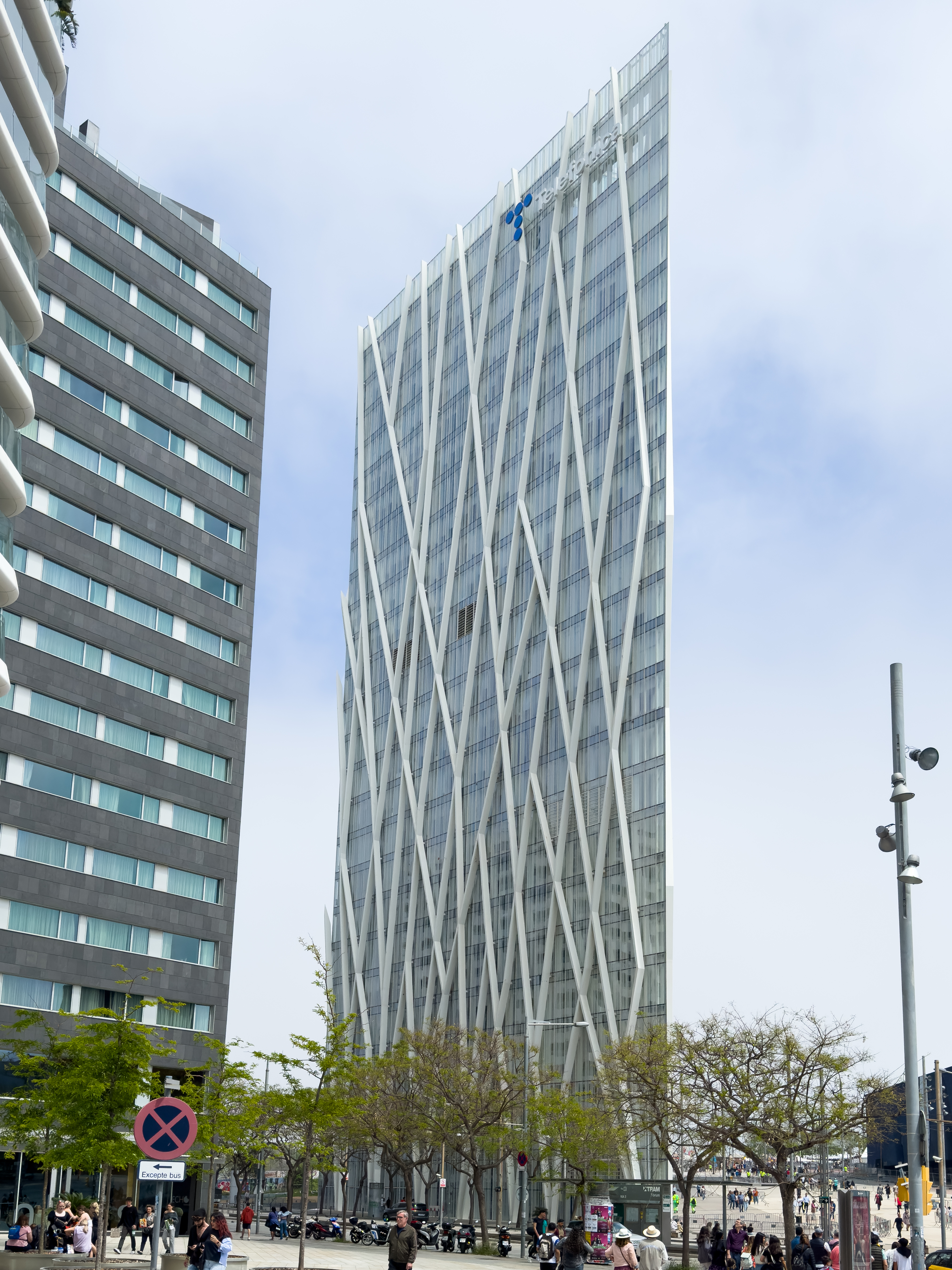
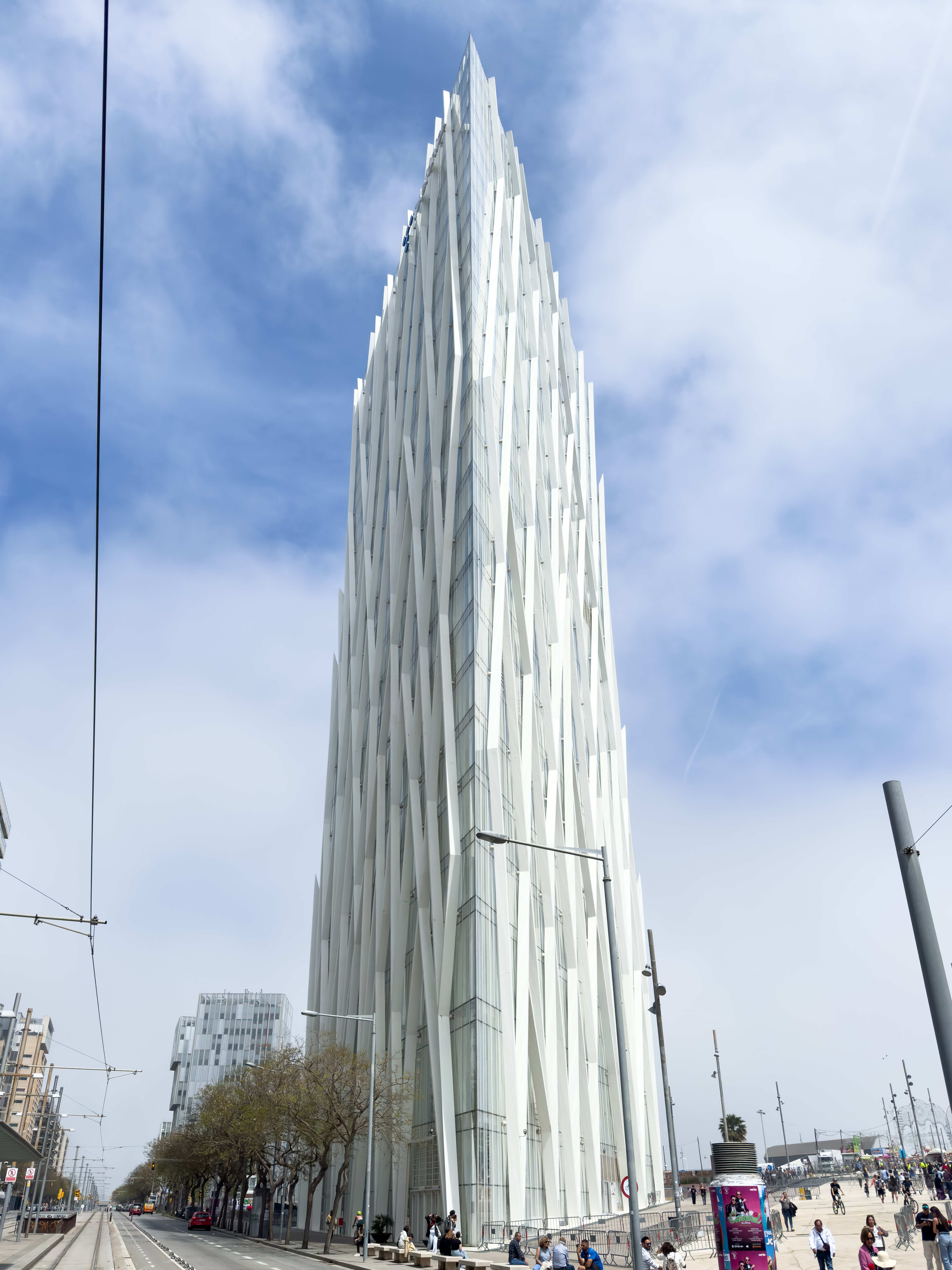
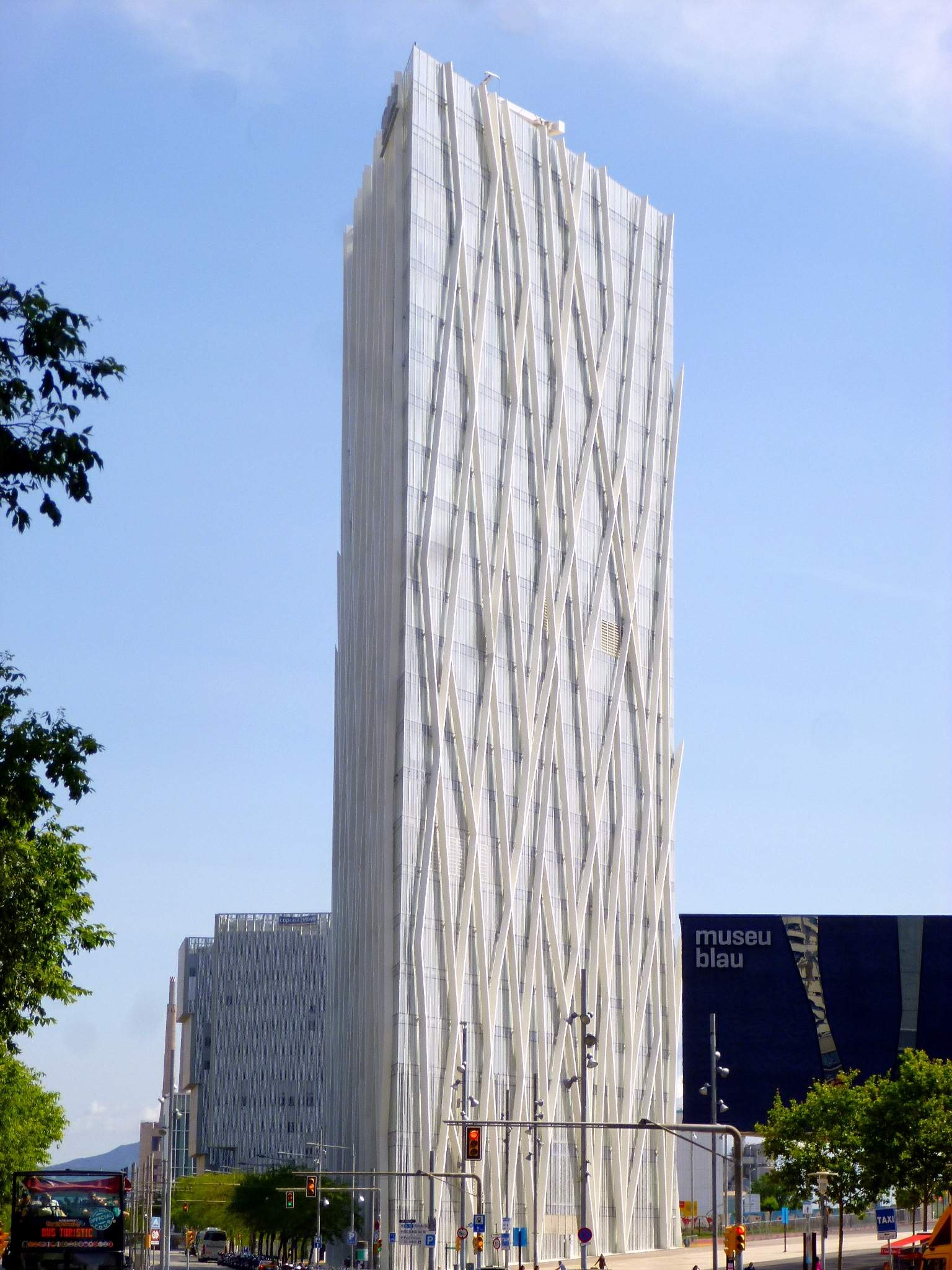
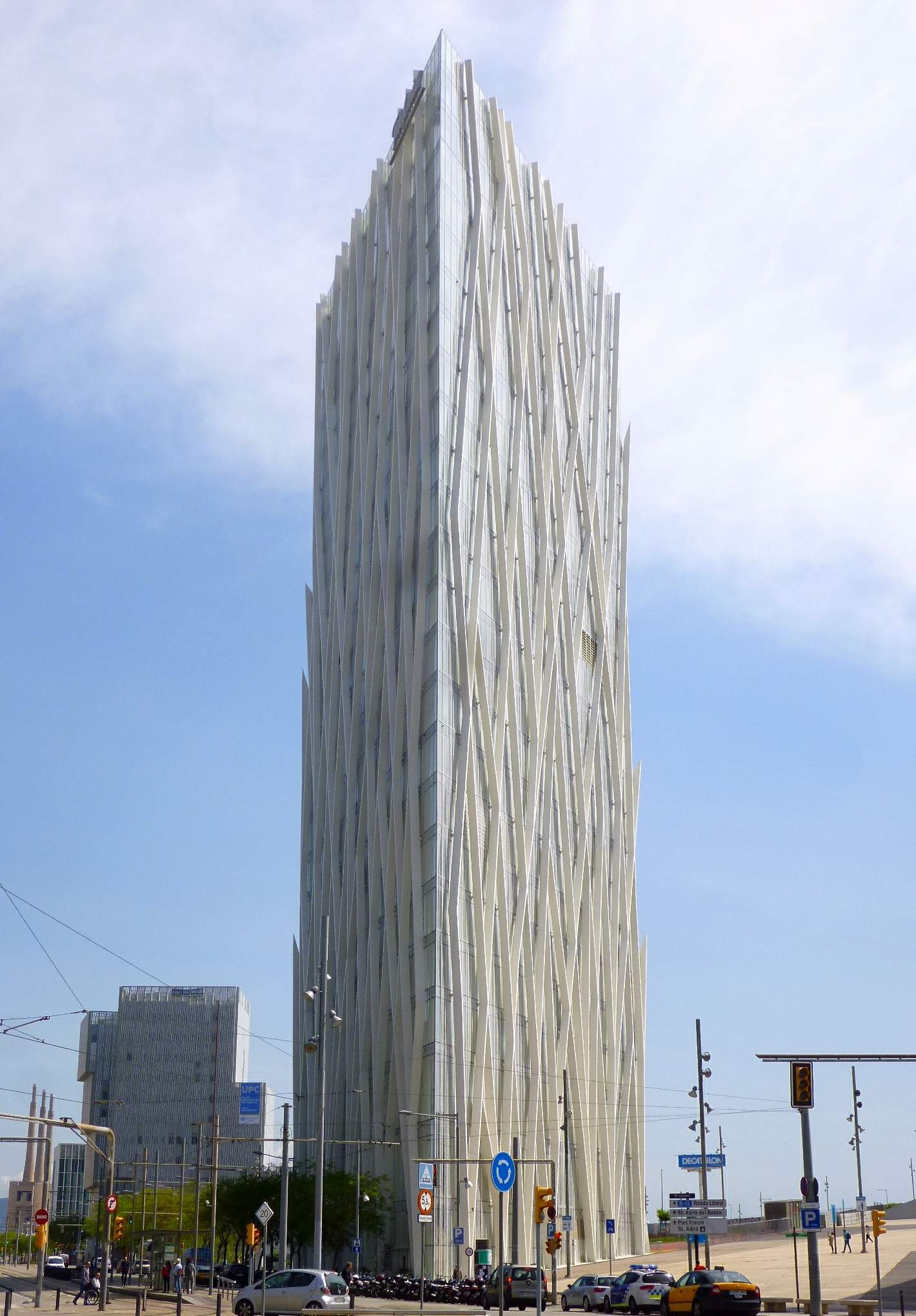
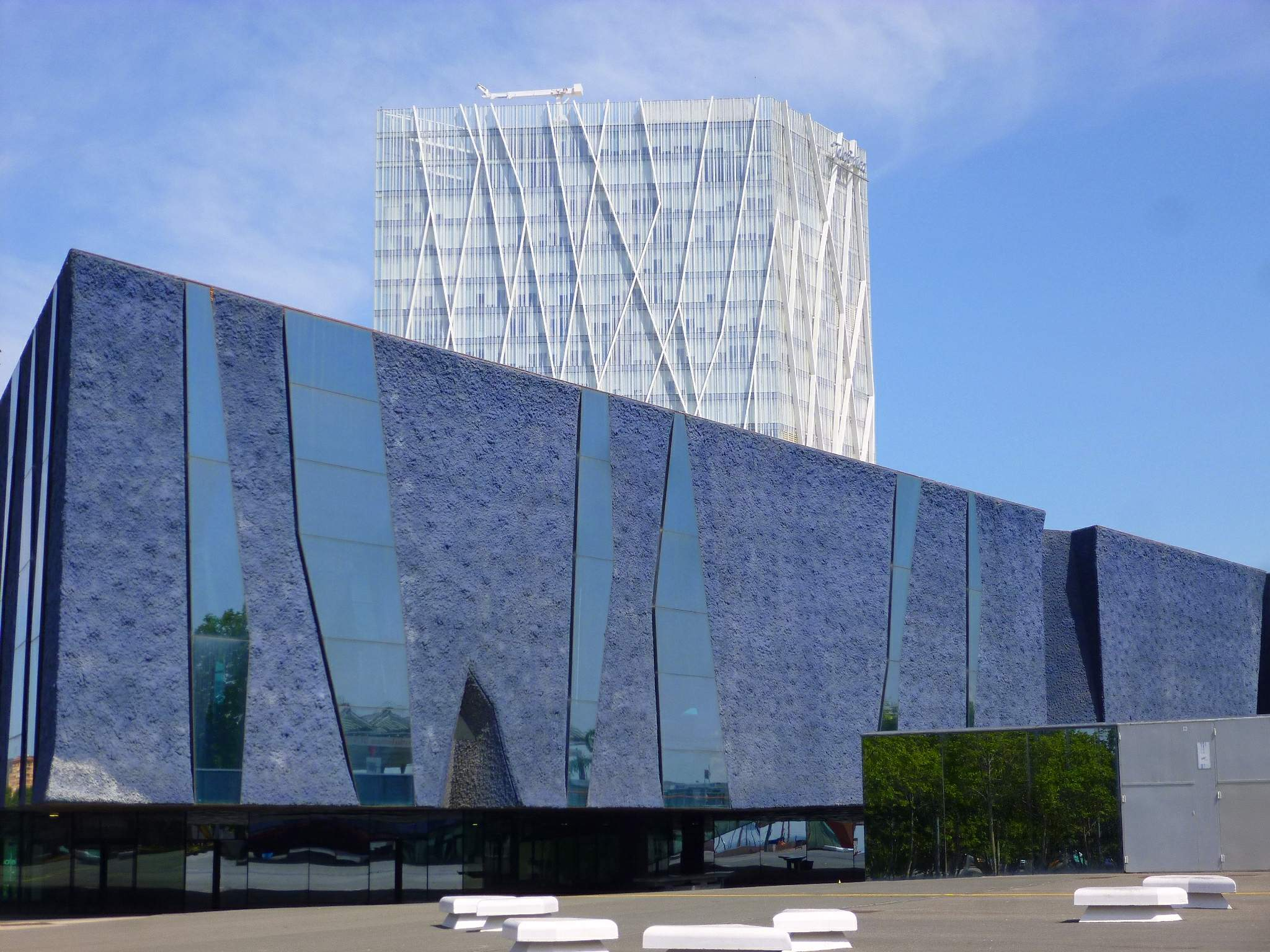